# 2018-as Formula–1 francia nagydíj
A francia nagydíj volt a 2018-as Formula–1 világbajnokság nyolcadik futama, amelyet 2018. június 22. és június 24. között rendeztek meg a Le Castellet-i Circuit Paul Ricard versenypályán.
A francia nagydíj 10 év kihagyást követően tért vissza a versenynaptárba, az eggyel korábbi franciaországi futamot 2008-ban rendezték, akkor még Magny-Coursban. A Circuit Paul Ricard versenypályán korábban 1990-ben rendeztek utoljára Formula–1-es nagydíjat.

## Választható keverékek
| Abroncs            | Friss | Használt |
| ------------------ | ----- | -------- |
| Lágy keverék       |       |          |
| Szuperlágy keverék |       |          |
| Ultralágy keverék  |       |          |
| Átmeneti esőgumi   |       |          |
| Teljes esőgumi     |       |          |

## Szabadedzések

### Első szabadedzés
A francia nagydíj első szabadedzését június 22-én, pénteken délelőtt tartották.
| helyezés | versenyző         | csapat/motor         | elért idő | különbség | futott kör |
| -------- | ----------------- | -------------------- | --------- | --------- | ---------- |
| 1        | Lewis Hamilton    | Mercedes             | 1:32,231  | −         | 25         |
| 2        | Valtteri Bottas   | Mercedes             | 1:32,371  | +0,140    | 29         |
| 3        | Daniel Ricciardo  | Red Bull-TAG Heuer   | 1:32,527  | +0,296    | 25         |
| 4        | Kimi Räikkönen    | Ferrari              | 1:33,003  | +0,772    | 23         |
| 5        | Sebastian Vettel  | Ferrari              | 1:33,172  | +0,941    | 19         |
| 6        | Romain Grosjean   | Haas-Ferrari         | 1:33,318  | +1,087    | 22         |
| 7        | Max Verstappen    | Red Bull-TAG Heuer   | 1:33,331  | +1,100    | 15         |
| 8        | Pierre Gasly      | Toro Rosso-Honda     | 1:33,685  | +1,454    | 23         |
| 9        | Sergio Pérez      | Force India-Mercedes | 1:33,719  | +1,488    | 26         |
| 10       | Kevin Magnussen   | Haas-Ferrari         | 1:34,108  | +1,877    | 23         |
| 11       | Carlos Sainz Jr.  | Renault              | 1:34,258  | +2,027    | 25         |
| 12       | Esteban Ocon      | Force India-Mercedes | 1:34,484  | +2,253    | 14         |
| 13       | Charles Leclerc   | Sauber-Ferrari       | 1:34,513  | +2,282    | 21         |
| 14       | Marcus Ericsson   | Sauber-Ferrari       | 1:34,592  | +2,361    | 21         |
| 15       | Brendon Hartley   | Toro Rosso-Honda     | 1:34,664  | +2,433    | 25         |
| 16       | Fernando Alonso   | McLaren-Renault      | 1:34,862  | +2,631    | 20         |
| 17       | Lance Stroll      | Williams-Mercedes    | 1:34,881  | +2,650    | 28         |
| 18       | Nico Hülkenberg   | Renault              | 1:34,993  | +2,762    | 24         |
| 19       | Stoffel Vandoorne | McLaren-Renault      | 1:35,021  | +2,790    | 24         |
| 20       | Szergej Szirotkin | Williams-Mercedes    | 1:35,105  | +2,874    | 25         |

### Második szabadedzés
A francia nagydíj második szabadedzését június 22-én, pénteken délután tartották.
| helyezés | versenyző         | csapat/motor         | elért idő  | különbség | futott kör |
| -------- | ----------------- | -------------------- | ---------- | --------- | ---------- |
| 1        | Lewis Hamilton    | Mercedes             | 1:32,539   | −         | 27         |
| 2        | Daniel Ricciardo  | Red Bull-TAG Heuer   | 1:33,243   | +0,704    | 31         |
| 3        | Max Verstappen    | Red Bull-TAG Heuer   | 1:33,271   | +0,732    | 24         |
| 4        | Kimi Räikkönen    | Ferrari              | 1:33,426   | +0,887    | 29         |
| 5        | Sebastian Vettel  | Ferrari              | 1:33,689   | +1,150    | 35         |
| 6        | Romain Grosjean   | Haas-Ferrari         | 1:33,699   | +1,160    | 30         |
| 7        | Valtteri Bottas   | Mercedes             | 1:34,156   | +1,617    | 7          |
| 8        | Fernando Alonso   | McLaren-Renault      | 1:34,400   | +1,861    | 24         |
| 9        | Kevin Magnussen   | Haas-Ferrari         | 1:34,457   | +1,918    | 33         |
| 10       | Pierre Gasly      | Toro Rosso-Honda     | 1:34,535   | +1,996    | 35         |
| 11       | Nico Hülkenberg   | Renault              | 1:35,067   | +2,528    | 30         |
| 12       | Carlos Sainz Jr.  | Renault              | 1:35,086   | +2,547    | 33         |
| 13       | Stoffel Vandoorne | McLaren-Renault      | 1:35,172   | +2,633    | 28         |
| 14       | Charles Leclerc   | Sauber-Ferrari       | 1:35,583   | +3,044    | 33         |
| 15       | Brendon Hartley   | Toro Rosso-Honda     | 1:35,697   | +3,158    | 31         |
| 16       | Esteban Ocon      | Force India-Mercedes | 1:35,705   | +3,166    | 25         |
| 17       | Lance Stroll      | Williams-Mercedes    | 1:35,936   | +3,397    | 34         |
| 18       | Szergej Szirotkin | Williams-Mercedes    | 1:35,970   | +3,431    | 35         |
| 19       | Sergio Pérez      | Force India-Mercedes | 1:36,080   | +3,541    | 13         |
| 20       | Marcus Ericsson   | Sauber-Ferrari       | idő nélkül | –         | 0          |

### Harmadik szabadedzés
A francia nagydíj harmadik szabadedzését június 23-án, szombaton délelőtt tartották, esős körülmények között.
| helyezés | versenyző         | csapat/motor         | elért idő  | különbség | futott kör |
| -------- | ----------------- | -------------------- | ---------- | --------- | ---------- |
| 1        | Valtteri Bottas   | Mercedes             | 1:33,666   | −         | 3          |
| 2        | Carlos Sainz Jr.  | Renault              | 1:34,953   | +1,287    | 3          |
| 3        | Charles Leclerc   | Sauber-Ferrari       | 1:35,012   | +1,346    | 5          |
| 4        | Fernando Alonso   | McLaren-Renault      | 1:36,365   | +2,699    | 4          |
| 5        | Sebastian Vettel  | Ferrari              | 1:36,756   | +3,090    | 5          |
| 6        | Stoffel Vandoorne | McLaren-Renault      | 1:37,547   | +3,881    | 4          |
| 7        | Pierre Gasly      | Toro Rosso-Honda     | 1:38,317   | +4,651    | 5          |
| 8        | Marcus Ericsson   | Sauber-Ferrari       | 1:38,450   | +4,784    | 3          |
| 9        | Sergio Pérez      | Force India-Mercedes | 1:39,641   | +5,975    | 4          |
| 10       | Daniel Ricciardo  | Red Bull-TAG Heuer   | 1:39,738   | +6,072    | 3          |
| 11       | Esteban Ocon      | Force India-Mercedes | 1:40,087   | +6,421    | 4          |
| 12       | Lewis Hamilton    | Mercedes             | 1:40,743   | +7,077    | 3          |
| 13       | Kimi Räikkönen    | Ferrari              | 1:49,711   | +16,045   | 3          |
| 14       | Lance Stroll      | Williams-Mercedes    | 2:02,399   | +28,733   | 4          |
| 15       | Szergej Szirotkin | Williams-Mercedes    | 2:04,093   | +30,427   | 5          |
| 16       | Kevin Magnussen   | Haas-Ferrari         | idő nélkül | –         | 1          |
| 17       | Brendon Hartley   | Toro Rosso-Honda     | idő nélkül | –         | 3          |
| 18       | Romain Grosjean   | Haas-Ferrari         | idő nélkül | –         | 1          |
| 19       | Nico Hülkenberg   | Renault              | idő nélkül | –         | 2          |
| 20       | Max Verstappen    | Red Bull-TAG Heuer   | idő nélkül | –         | 3          |

## Időmérő edzés
A francia nagydíj időmérő edzését június 23-án, szombaton futották.
| helyezés              | rajtszám | versenyző         | csapat/motor         | 1. rész  | 2. rész  | 3. rész    | rajthely | futott kör |
| --------------------- | -------- | ----------------- | -------------------- | -------- | -------- | ---------- | -------- | ---------- |
| 1                     | 44       | Lewis Hamilton    | Mercedes             | 1:31,271 | 1:30,645 | 1:30,029   | 1        | 19         |
| 2                     | 77       | Valtteri Bottas   | Mercedes             | 1:31,776 | 1:31,227 | 1:30,147   | 2        | 17         |
| 3                     | 5        | Sebastian Vettel  | Ferrari              | 1:31,820 | 1:30,751 | 1:30,400   | 3        | 22         |
| 4                     | 33       | Max Verstappen    | Red Bull-TAG Heuer   | 1:31,531 | 1:30,818 | 1:30,705   | 4        | 20         |
| 5                     | 3        | Daniel Ricciardo  | Red Bull-TAG Heuer   | 1:31,910 | 1:31,538 | 1:30,895   | 5        | 20         |
| 6                     | 7        | Kimi Räikkönen    | Ferrari              | 1:31,567 | 1:30,772 | 1:31,057   | 6        | 22         |
| 7                     | 55       | Carlos Sainz Jr.  | Renault              | 1:32,394 | 1:32,016 | 1:32,126   | 7        | 23         |
| 8                     | 16       | Charles Leclerc   | Sauber-Ferrari       | 1:32,538 | 1:32,055 | 1:32,635   | 8        | 22         |
| 9                     | 20       | Kevin Magnussen   | Haas-Ferrari         | 1:32,169 | 1:31,510 | 1:32,930   | 9        | 24         |
| 10                    | 8        | Romain Grosjean   | Haas-Ferrari         | 1:32,083 | 1:31,472 | idő nélkül | 10       | 20         |
| 11                    | 31       | Esteban Ocon      | Force India-Mercedes | 1:32,786 | 1:32,075 |            | 11       | 14         |
| 12                    | 27       | Nico Hülkenberg   | Renault              | 1:32,949 | 1:32,115 |            | 12       | 15         |
| 13                    | 11       | Sergio Pérez      | Force India-Mercedes | 1:32,692 | 1:32,454 |            | 13       | 15         |
| 14                    | 10       | Pierre Gasly      | Toro Rosso-Honda     | 1:32,447 | 1:32,460 |            | 14       | 17         |
| 15                    | 9        | Marcus Ericsson   | Sauber-Ferrari       | 1:32,804 | 1:32,820 |            | 15       | 18         |
| 16                    | 14       | Fernando Alonso   | McLaren-Renault      | 1:32,976 |          |            | 16       | 10         |
| 17                    | 28       | Brendon Hartley   | Toro Rosso-Honda     | 1:33,025 |          |            | 20[1]    | 10         |
| 18                    | 2        | Stoffel Vandoorne | McLaren-Renault      | 1:33,162 |          |            | 17       | 10         |
| 19                    | 35       | Szergej Szirotkin | Williams-Mercedes    | 1:33,636 |          |            | 18       | 9          |
| 20                    | 18       | Lance Stroll      | Williams-Mercedes    | 1:33,729 |          |            | 19       | 10         |
| 107%-os idő: 1:37,659 |          |                   |                      |          |          |            |          |            |

Megjegyzés:
- ↑ 1:  — Brendon Hartley autójában az összes erőforráselemet ki kellett cserélni, ezért a rajtrács végéről kellett rajtolnia.[4]

## Futam
A francia nagydíj futama június 24-én, vasárnap rajtolt.
| helyezés | rajtszám | versenyző         | csapat/motor         | futott kör | idő/kiesés oka | rajthely | abroncs | pont |
| -------- | -------- | ----------------- | -------------------- | ---------- | -------------- | -------- | ------- | ---- |
| 1        | 44       | Lewis Hamilton    | Mercedes             | 53         | 1:30:11,385    | 1        |         | 25   |
| 2        | 33       | Max Verstappen    | Red Bull-TAG Heuer   | 53         | +7,090         | 4        |         | 18   |
| 3        | 7        | Kimi Räikkönen    | Ferrari              | 53         | +25,888        | 6        |         | 15   |
| 4        | 3        | Daniel Ricciardo  | Red Bull-TAG Heuer   | 53         | +34,736        | 5        |         | 12   |
| 5        | 5        | Sebastian Vettel  | Ferrari              | 53         | +1:01,935      | 3        |         | 10   |
| 6        | 20       | Kevin Magnussen   | Haas-Ferrari         | 53         | +1:19,364      | 9        |         | 8    |
| 7        | 77       | Valtteri Bottas   | Mercedes             | 53         | +1:20,632      | 2        |         | 6    |
| 8        | 55       | Carlos Sainz Jr.  | Renault              | 53         | +1:27,184      | 7        |         | 4    |
| 9        | 27       | Nico Hülkenberg   | Renault              | 53         | +1:31,989      | 12       |         | 2    |
| 10       | 16       | Charles Leclerc   | Sauber-Ferrari       | 53         | +1:33,873      | 8        |         | 1    |
| 11       | 8        | Romain Grosjean   | Haas-Ferrari         | 52         | +1 kör         | 10       |         |      |
| 12       | 2        | Stoffel Vandoorne | McLaren-Renault      | 52         | +1 kör         | 17       |         |      |
| 13       | 9        | Marcus Ericsson   | Sauber-Ferrari       | 52         | +1 kör         | 15       |         |      |
| 14       | 28       | Brendon Hartley   | Toro Rosso-Honda     | 52         | +1 kör         | 20       |         |      |
| 15[1]    | 35       | Szergej Szirotkin | Williams-Mercedes    | 52         | +1 kör         | 18       |         |      |
| 16[2]    | 14       | Fernando Alonso   | McLaren-Renault      | 50         | felfüggesztés  | 16       |         |      |
| 17[2]    | 18       | Lance Stroll      | Williams-Mercedes    | 48         | defekt         | 19       |         |      |
| ki       | 11       | Sergio Pérez      | Force India-Mercedes | 27         | erőforrás      | 13       |         |      |
| ki       | 31       | Esteban Ocon      | Force India-Mercedes | 0          | baleset        | 11       |         |      |
| ki       | 10       | Pierre Gasly      | Toro Rosso-Honda     | 0          | baleset        | 14       |         |      |

Megjegyzés:
- ↑ 1:  — Szergej Szirotkin idejéhez utólag egy 5 másodperces időbüntetést írtak hozzá, mert indokolatlanul lassan haladt a biztonsági autó mögött.[6]
- ↑ 2:  — Fernando Alonso és Lance Stroll nem értek célba, de a helyezésüket értékelték, mert teljesítették a versenytáv több, mint 90%-át.

## A világbajnokság állása a verseny után
| H   | Versenyzők       | Pont | H   | Konstruktőrök        | Pont |
| --- | ---------------- | ---- | --- | -------------------- | ---- |
| 1.  | Lewis Hamilton   | 145  | 1.  | Mercedes             | 237  |
| 2.  | Sebastian Vettel | 131  | 2.  | Ferrari              | 214  |
| 3.  | Daniel Ricciardo | 96   | 3.  | Red Bull-TAG Heuer   | 164  |
| 4.  | Valtteri Bottas  | 92   | 4.  | Renault              | 62   |
| 5.  | Kimi Räikkönen   | 83   | 5.  | McLaren-Renault      | 40   |
| 6.  | Max Verstappen   | 68   | 6.  | Force India-Mercedes | 28   |
| 7.  | Nico Hülkenberg  | 34   | 7.  | Haas-Ferrari         | 27   |
| 8.  | Fernando Alonso  | 32   | 8.  | Toro Rosso-Honda     | 19   |
| 9.  | Carlos Sainz Jr. | 28   | 9.  | Sauber-Ferrari       | 13   |
| 10. | Kevin Magnussen  | 27   | 10. | Williams-Mercedes    | 4    |

(A teljes táblázat)

## Statisztikák
- Vezető helyen:
  - Lewis Hamilton: 52 kör (1-32 és 34-53)
  - Kimi Räikkönen: 1 kör (33)
- Lewis Hamilton 75. pole-pozíciója és 65. futamgyőzelme.
- Valtteri Bottas 6. versenyben futott leggyorsabb köre.
- A Mercedes 79. futamgyőzelme.
- Lewis Hamilton 123., Max Verstappen 14., Kimi Räikkönen 95. dobogós helyezése.